# Emirates 24/7
Emirates 24/7 (of Emirates 24|7) is een Dubai Media Incorporated-nieuwswebsite en een televisiejournaal in de Verenigde Arabische Emiraten. Emirates 24/7 is een 30 minuten durend wekelijks televisieprogramma, uitgezonden op Dubai Media Inc's televisiezender Dubai One. Het journaal presenteert niet alleen het nieuws, maar ook zakelijke verhalen en reacties van de kijkers.
Het programma wordt gepresenteerd door Katie Fielder en Omar Butti. Aanvullende verslagen worden gedaan door Priyanka Dutt.
Het programma wordt gefilmd in de studio van Dubai Media Incorporated.

## Geschiedenis

### Het begin
Het programma Emirates 24/7 werd in het begin van 2010 gelanceerd en werd oorspronkelijk gehost door Rebecca McLaughlin. Katie Jensen werd presentator van het programma in november 2010. In het eerste seizoen interviewde Emirates 24/7 spraakmakende gasten, waaronder de baas van Emirates, Sheikh Ahmed Bin Saeed Al Maktoum, Fatima Al Jaber, John Lipsky, de Britse ambassadeur in de Verenigde Arabische Emiraten en Hollywoodacteur Colin Firth.

### Nieuw formaat
Emirates 24/7 zijn tweede seizoen begon op dinsdag 18 januari 2011 en werd een uur durend programma voor nieuws, actualiteiten, zaken, sport en entertainment. De slogan is Mensen, cultuur, trends, ideeën, levensstijl: Indien het uw leven verandert, zal Emirates 24/7 u vertellen waarom.